# Cal Doctor (Caldes de Montbui)
Cal Doctor és una casa de Caldes de Montbui (Vallès Oriental) protegida com a bé cultural d'interès local.

## Descripció
És una casa entre mitgeres, de planta i dos pisos. La categoria tipològica en els orígens devia ser possiblement la d'un petit palau o una casa senyorial. L'estructura és la tradicional de gruixudes parets de càrrega i forjats unidireccionals de biguetes i bigues de fusta. A les plantes altes ha sofert algunes remodelacions i els forjats són de biguetes de formigó. La coberta principal del conjunt és inclinada i de teula aràbiga, quedant l'edifici rematat per un ràfec o voladís horitzontal d'uns 50 centímetres de formigó i un canaló metàl·lic.
La façana té una gran homogeneïtat i neutralitat. Els forats es presenten disposats en unes franges verticals de composició i ordre. A la façana principal hi ha bandes verticals on hi ha les obertures, sense cap alineació. Aquestes tenen diferents mides i proporcions, encara que totes tenen un clar component vertical. La façana no és simètrica respecte un eix central, però ho sembla, ja que el gran forat que forma la porta principal i la balconada domina sobre la resta, i aquest sí que està centrat a la façana. La façana està arrebossada i pintada. A la façana lateral tots els forats es presenten disposats ordenadament en unes franges verticals.
Cal destacar la porta i el balcó, amb llindes i brancal de pedra, totes les altres finestres, també realitzades de pedra i algunes de maó, la barana realitzada amb ferro forjat i peces de ceràmica, així com la volta de pedra que hi ha a l'interior.

## Història
És molt probable que els inicis de la construcció es remuntin als segles xv-xvi. El nom popular que pren la casa de «Cal Botons» és degut al fet que l'antiga propietària portava un vestit amb molts botons.
L'edifici se situa al carrer del Forn, a la unió d'aquest amb el carrer de Joan Samsó, però antigament quedava situat a la intersecció dels carrers de les Fonts de l'Oliar, i del Camí del Safareig Públic de la Piqueta, justament al costat del Torrent Salcer (1610-1630), és a dir, a la Placeta o Plaça de la Font (1540), on es trobava la Font Freda. Tant el carrer del Forn com el carrer de Joan Samsó són d'origen i traçat medieval i l'un és la continuació de l'altre. Encara que l'edifici pertany al carrer del Forn, participa molt més de l'entorn del carrer de Joan Samsó. L'arquitectura predominant és d'edificis d'habitatges entre mitgeres de tres o quatre plantes, construïts al segle xix i xx, i amb una gran heterogeneïtat d'acabats però amb una tipologia força homogènia d'edificis plurifamiliars.